# Ugly Kid Joe
Ugly Kid Joe är en hårdrocksgrupp från Isla Vista, Kalifornien, USA. Gruppen bildades 1989, upplöstes 1997 och återförenades 2010. De hade 1993 en hit med en cover på Harry Chapins "Cat's in the Cradle".
Originaluppsättningen av bandet bestod av sångaren Whitfield Crane, gitarristerna Klaus Eichstadt och Lahr (senare ersatt av Dave Fortman), basisten Cordell Crockett och trummisen Mark Davis (senare ersatt av Shannon Larkin).

## Medlemmar
Nuvarande medlemmar
- Whitfield Crane – sång (1987–1997, 2010– )
- Klaus Eichstadt – gitarr, bakgrundssång (1987–1997, 2010– )
- Cordell Crockett – basgitarr, bakgrundssång (1991–1997, 2010– )
- Dave Fortman – gitarr, bakgrundssång (1992–1997, 2010– )
- Shannon Larkin – trummor, slagverk (1994–1997, 2010– )

Tidigare medlemmar
- Mark Davis – trummor, slagverk (1987–1993)
- Phil Hilgaertner – basgitarr, bakgrundssång (1987–1991)
- Jonathan Spauldin – trummor (1987–1990)
- Eric Phillips – sologitarr (1987–1990)
- Roger Lahr – gitarr, bakgrundssång (1991–1992)
- Bob Fernandez – trummor, slagverk (1994)

## Diskografi
Studioalbum
- 1992 – America's Least Wanted
- 1995 – Menace to Sobriety
- 1996 – Motel California
- 2015 – Uglier Than They Used ta Be

EP
- 1991 – As Ugly As They Wanna Be
- 2012 – Stairway to Hell

Singlar
- 1991 – "Sweet Leaf"
- 1992 – "Everything About You"
- 1992 – "Neighbor"
- 1992 – "So Damn Cool"
- 1993 – "Busy Bee"
- 1993 – "Cat's in the Cradle"
- 1994 – "Goddamn Devil"
- 1995 – "Cloudy Skies"
- 1995 – "Milkman's Son"
- 1996 – "Sandwich"
- 2012 – "Devil's Paradise"

Samlingsalbum
- 1998 – As Ugly As It Gets: The Very Best of Ugly Kid Joe
- 2002 – The Collection